# Aagje Vanthomme
Aagje Vanthomme (20 oktober 1971) is een Vlaamse journaliste van het VTM-nieuws.

## Televisie en film
Af en toe verschijnt ze ook als gastactrice, vaak als verslaggever.
- Code 37 (televisieserie, 2011-2012) - als journaliste

- Allemaal Familie (film, 2017) - als zichzelf

## Privé
Vanthomme woont in Oostende. Ze heeft een dochter met haar vriend, die regisseur van beroep is.